# La rave del infierno (Alita de mosca remixes)
La rave del infierno (Alita de mosca remixes) es una mezcla de sonidos generados en el primer álbum de Narco, Alita de mosca. Grabado en el año 2012, contiene canciones modificadas de su anterior álbum, remezcladas por un equipo variado de DJ's, productores, creadores del mundo del drum'n'bass, del dubstep, y diversos estilos musicales de tipo electrónico.

## Lista de canciones
| N.º     | Título                                          | Duración |  |
| 1.      | «Mi negocio (Alexander Head Remix)»             | 3:38     |  |
| 2.      | «Son ellos (Pheex vs. Impak Remix)»             | 5:07     |  |
| 3.      | «Estrellas en el pecho (Dub Elements Remix)»    | 4:12     |  |
| 4.      | «La hermandad de los muertos (BSN Posse Remix)» | 5:20     |  |
| 5.      | «Mi negocio (Maromo Diyeah Remix)»              | 3:33     |  |
| 6.      | «Dame Veneno (Have a Cow Remix)»                | 4:08     |  |
| 7.      | «La última cena (Psycobitches Remix)»           | 4:36     |  |
| 8.      | «Pa' los restos y un día (Prozac Remix)»        | 6:48     |  |
| 9.      | «Estrellas en el pecho (eRRe Remix)»            | 6:13     |  |
| 10.     | «Gusano Tabernero (St0rmtr00perz Remix)»        | 4:57     |  |
| 11.     | «Mi negocio (EK50 Remix)»                       | 6:02     |  |
| 12.     | «Dame veneno (Hardlogik Remix)»                 | 5:43     |  |
| 13.     | «Yo soy el narco (Dr. Chekill Remix)»           | 5:36     |  |
| 14.     | «Estrellas en el pecho (Infamous Remix)»        | 6:13     |  |
| 1:12:00 |                                                 |          |  |